# Anthony Jelonch
Anthony Jelonch (Francia, 28 de julio de 1996) es un jugador profesional francés de rugby que se desempeña en la posición de número 8 en Stade Toulousain, equipo perteneciente a la liga Top 14.

## Carrera
Jelonch es un jugador de formación francesa (JIFF). Comenzó su carrera deportiva con el equipo Vic-Fezensac, en el cual jugó ocho temporadas (2004-2012), después pasó a Rugby club Auch (2012-2014), luego a Castres Olympique (2014-2021), posteriormente a Stade Toulousain, donde lleva jugando tres temporadas.